# Sistotrema adnatum
Sistotrema adnatum är en svampart som beskrevs av Hallenb. 1984. Sistotrema adnatum ingår i släktet Sistotrema och familjen Hydnaceae.   Inga underarter finns listade i Catalogue of Life.